# Michał Kazimierz Radziwiłł
Michał Kazimierz Radziwiłł Rybeńko (litauisch: Mykolas Kazimieras Radvila) (* 13. Juni 1702 in Olyka; † 15. Mai 1762 in Nieśwież) war ein Magnat aus dem Hause Radziwiłł, Großhetman des Großfürstentums Litauen und Woiwode von Wilna.

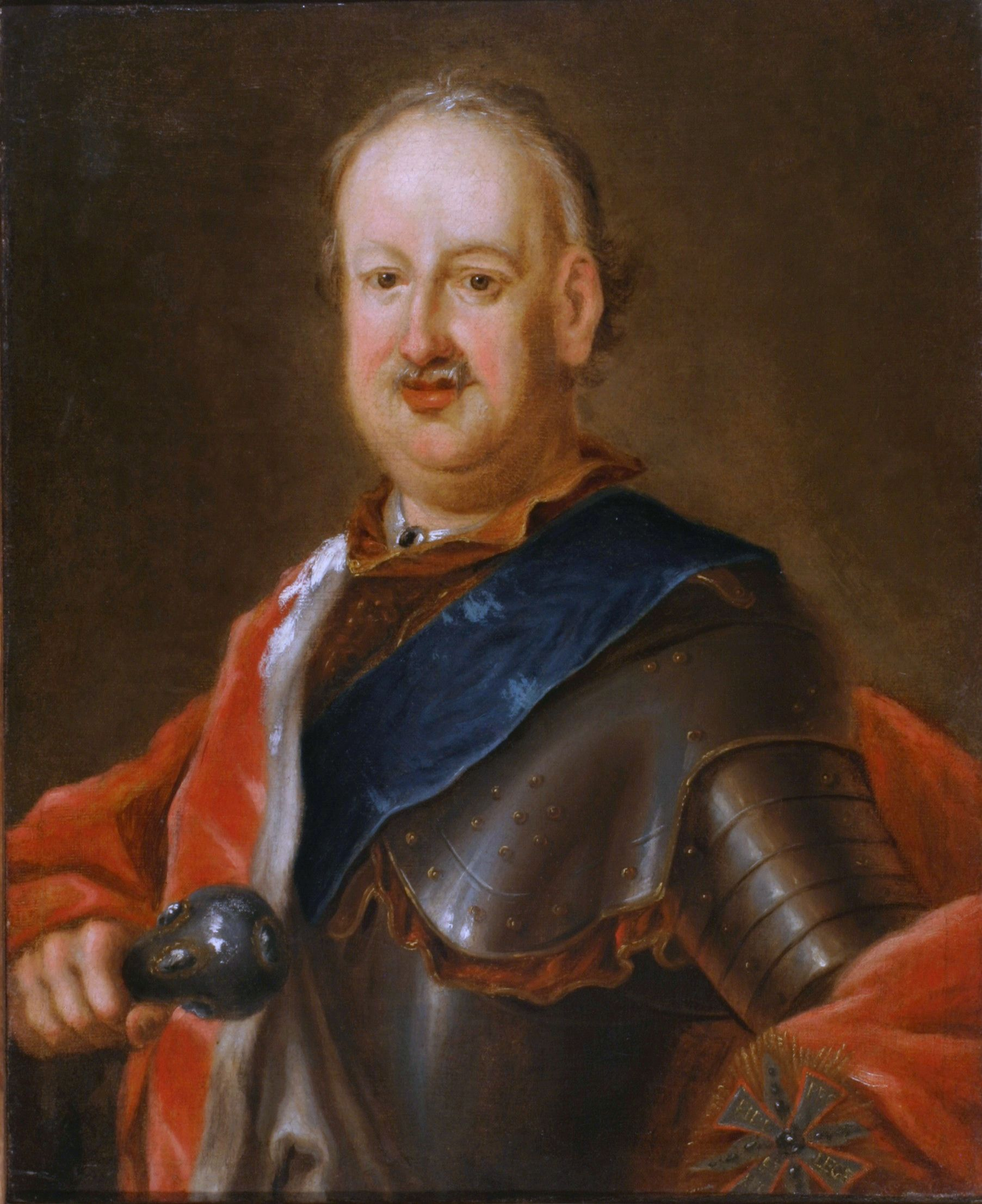
Michał Kazimierz Radziwiłł Rybeńko

## Leben
Er war Sohn von Karol Stanisław Radziwiłł und der Mutter Anna Katarzyna Sanguszko. Er selbst heiratete 1725 die Theaterautorin Urszula Franciszka Wiśniowiecka (1705–1753). In zweiter Ehe war er mit Anna Luiza Mycielska (1729–1771) verheiratet.
Er war Besitzer von Birże, Dubinki, Słuck und Kopyła. Er war ab 1728 Hofstallmeister von Litauen und Hofmarschall ab 1734. Er wurde 1737 Feldhetman von Litauen und Kastellan von Troki. Ab 1742 war er auch Kastellan von Wilna. Zwei Jahre später wurde er Woiwode von Vilnius und Großhetman von Litauen. Darüber hinaus war er Starost verschiedener Städte. Darunter waren Przemyśl, Bracław, Kamieniec Podolski, Człuchów, Ostra, Krzyczew, Owrucz, Nowy Targ, Parczew, Osiek und Kaunas. Ihm wurde 1727 der Orden des Weißen Adlers verliehen.
Er galt als durchschnittlich intelligent und war egozentrisch. Er war militärisch unbegabt. Aber er war auch ehrlich und nicht korrupt, wie ein Großteil seiner Zeitgenossen. Radziwiłł war einer der Hauptunterstützer der sächsischen Partei und Gegner  von Stanislaus I. Leszczyński in Polen-Litauen. Dafür wurden ihm vom August III. bedeutende Güter verliehen. Als die Russen 1757 im Land eindrangen, ging er auf ihre Seite über.
In Nieswiez ließ er eine Grablege für die Familie Radziwiłł errichten.

## Nachkommen
- Karol Stanisław Radziwiłł (1734–1790),
- Maria Victoria (1756–1800), verheiratet mit Benedikt Morykoni (1752–1812),[2]
- Veronika (1754–1779), verheiratet mit Franz Stanislaus Czapski (1727–1802)
- Hieronim Wincenty Radziwiłł (1759–1786).